# هنر رندانه به تخم گرفتن
هنر رندانه به تخم گرفتن با نام کامل هنر رندانه به تخم گرفتن: رویکردی ضدشهودی برای داشتن یک زندگی خوب (به انگلیسی: The Subtle Art of Not Giving a F*ck: A Counterintuitive Approach to Living a Good Life) یک کتاب با موضوع خودیاری اثر مارک منسن نویسندهٔ آمریکایی است که در سال ۲۰۱۶ میلادی در آمریکا به چاپ رسید است. این کتاب، این باور منسون را پوشش می‌دهد که سختی‌ها به زندگی معنا می‌بخشد و این کتاب راهنمایی است برای رهایی از نگرانی‌های پوچ و بیخود روزمرهٔ جهان کنونی که امروزه گریبان‌گیر بسیاری از انسان‌ها شده‌است. این کتاب در لیست پرفروش‌ترین کتاب‌های مجلات نیویورک تایمز و گلوب اند میل قرار داشت.
کتاب هنر رندانه به تخم گرفتن در تاریخ ۱۶ سپتامبر ۲۰۱۶ توسط انتشارات هاپر وان در آمریکا چاپ و منتشر شد. این کتاب رتبهٔ نخست را در سال ۲۰۱۹ در بین کتاب‌های پرفروش نیویورک تایمز داشت و در یک سال بیش از سه میلیون نسخهٔ آن به فروش رسید که آن را به یکی از شناخته‌شده‌ترین کتاب‌های جهان تبدیل کرد که به بیش از بیست و پنج زبان دنیا نیز ترجمه شده‌است.

## محتوا
این کتاب واکنشی به صنعت سری کتاب‌های خودیاری بود و آنچه که منسون شخصاً از آن به عنوان فرهنگ مثبت‌اندیشی غیرمنطقی یاد می‌کرد که برای اکثر مردم کاربردی یا مفید نیست. منسون از بسیاری از تجربیات شخصی خود استفاده می‌کند تا نشان دهد که چگونه چالش‌های زندگی اغلب به آن معنای بیشتری می‌بخشد. به عقیده او درک این موضوع رویکردی بهتر از تلاش مداوم برای شاد بودن در میان افراد است.
کتاب هنر رندانه به تخم گرفتن دارای نه فصل است. نام فصل نخست کتاب یعنی تلاش نکن براساس فلسفه چارلز بوکوفسکی نام‌گذاری شده است که الهام‌بخش اصلی پیام کل کتاب بوده است. نام‌های فصل‌های این کتاب یه شرح زیر است: 
1. تلاش نکنید.
2. خوشبختی یک مشکل است.
3. شما خاص نیستید.
4. ارزش رنج.
5. شما همیشه در حال انتخاب هستید.
6. شما در مورد همه چیز اشتباه می‌کنید (اما منم همینطور).
7. شکست مسیر پیش رو است.
8. اهمیت نه گفتن.
9. و سپس شما می‌میرید.

## خلاصه
کتاب هنر رندانه به تخم گرفتن استدلال می‌کند که افراد باید به دنبال یافتن معنای چیزهایی باشند که به نظرشان مهم است و فقط درگیر ارزش‌هایی شوند که می‌توانند کنترل‌شان کنند. ارزش‌هایی مانند محبوبیت که تحت کنترل شخص نیستند، مطابق استدلال کتاب «ارزش‌های بد» هستند و افراد باید تلاش کنند تا این ارزش‌های غیرقابل کنترل را با چیزهایی که توانایی تغییر‌شان را دارند، مانند وقت‌شناسی، صداقت یا مهربانی جایگزین کنند. منسون همچنین نسبت به ادعای اطمینان در مورد دانشی که خارج از درک فرد است، به ویژه در مورد تلاش برای به جا گذاشتن یک میراث هشدار می‌دهد. منسون معتقد است که وقتی کسی به جای اینکه نگران ساختن مجموعه‌ای از کارها به عنوان میراثی از خودش باشد، به دنبال ایجاد شادی در لحظه برای خود و اطرافیانش باشد، می‌توان معنای زندگی را پیدا کرد.

## ترجمه
این کتاب با ترجمهٔ ارشاد نیکخواه در سال ۱۳۹۸ منتشر شد و با نام هنر ظریف بی‌خیالی توسط انتشارات کلید آموزش و دوباره با همین نام توسط انتشارات کرگدن با ترجمهٔ رشید جعفرپور در ایران به چاپ رسیده است.

## بازخورد
کتاب هنر رندانه به تخم گرفتن برای اولین بار در دومین هفته اکتبر ۲۰۱۶ در رتبه ششم فهرست پرفروش‌ترین‌های نیویورک تایمز ظاهر شد؛ سپس در ۱۶ ژوئیه ۲۰۱۷ به شماره ۱ رسید. تا پایان ماه اوت ۲۰۲۳، این کتاب ۳۰۷ هفته در فهرست پرفروش‌ترین‌های نیویورک تایمز بوده است. این کتاب همچنین در هفته ۲۵ سپتامبر ۲۰۱۶ رتبه نهم فهرست پرفروش‌ترین‌های واشینگتن پست در رده ادبیات غیرداستانی-عمومی قرار داشت و در ۲۳ سپتامبر ۲۰۱۶، در رده کتاب‌های خودیاری فهرست ستاره‌های تورنتو نیز در رتبه اول بود.
در سال ۲۰۱۷، این کتاب پرفروش‌ترین کتاب غیرداستانی کتاب‌فروشی بارنز اند نوبل، یکی از بزرگ‌ترین کتاب‌فروشی‌های آمریکا و نیز چهارمین کتاب پرفروش در تمام وبسایت آمازون و نهمین کتاب پرفروش سال در کانادا بود. مجله نقد و بررسی کیرکوس ریویوز نوشت: «این کتاب معیار خوبی برای سنجش نمونه کتاب‌های خودیاری است».
هنر رندانه به تخم گرفتن با فروش بیش از ۸ میلیون نسخه تا مه ۲۰۱۹، یکی از پرفروش‌ترین کتاب‌های جهان بود. همچنین به‌عنوان نمونه‌ای برجسته از روند گستردگی به‌کار رفتن دشنام‌ها یا واژگان مبتذل در عناوین کتاب‌ها، در طول دهه ۲۰۱۰ میلادی مورد توجه قرار گرفت.
منتقدان کتاب به خوبی دریافتند که عدم پیچیدگی آشکار در زبان و سبک نگارش کتاب، پوششی هوشمندانه برای محتوای جدی‌تر مرتبط با هدف کتاب است. در سال ۲۰۲۳، مستندی با همین نام با حضور خود مارک منسون به عنوان گوینده فیلم با موضوعی مشابه منتشر شد.